# Vernon, California
Vernon là một thành phố thuộc tiểu bang California, Hoa Kỳ.
Đây là thành thị có dân số ít nhất tiểu bang California với 112 người.
Đây là thành phố nhỏ nhất của bất kỳ thành phố hợp nhất nào trong tiểu bang (và gần nhất với trung tâm thành phố Los Angeles).
Thành phố chủ yếu bao gồm các khu vực công nghiệp và tự xưng là "duy nhất công nghiệp". Các nhà máy và kho chứa thịt là phổ biến. Tính đến năm 2006, không có công viên nào trong thành phố.

## Dân cư
Điều tra dân số Hoa Kỳ năm 2010 báo cáo rằng Vernon có dân số là 112 người. Mật độ dân số là 21,7 người trên một dặm vuông (8,4 người/km2). Thành phần chủng tộc của Vernon là 99 (88,4%) người Da trắng (51,8% người Da trắng không phải gốc Tây Ban Nha), 4 (3,6%) người Mỹ gốc Phi, 0 (0%) người Mỹ bản địa, 2 (1,8%) Châu Á, 0 (0%) người Đảo Thái Bình Dương, 7 (6%) từ các chủng tộc khác và 0 (0%) từ hai hoặc nhiều chủng tộc. Người gốc Tây Ban Nha hoặc La tinh thuộc bất kỳ chủng tộc nào là 48 người (42,9%). 